# Второе сражение при Комароме
Второе сражение при Комароме или сражение при Аче произошло 2 июля 1849 года во время Войны за независимость Венгрии к югу от Дуная у крепости Комаром и не принесло успеха ни одной из сторон. Гайнау не достиг своей цели запереть венгров в крепости и двинуться в сторону венгерской столицы; у Гёргея осталось меньше шансов использовать комаромскую крепость в качестве центра операций.

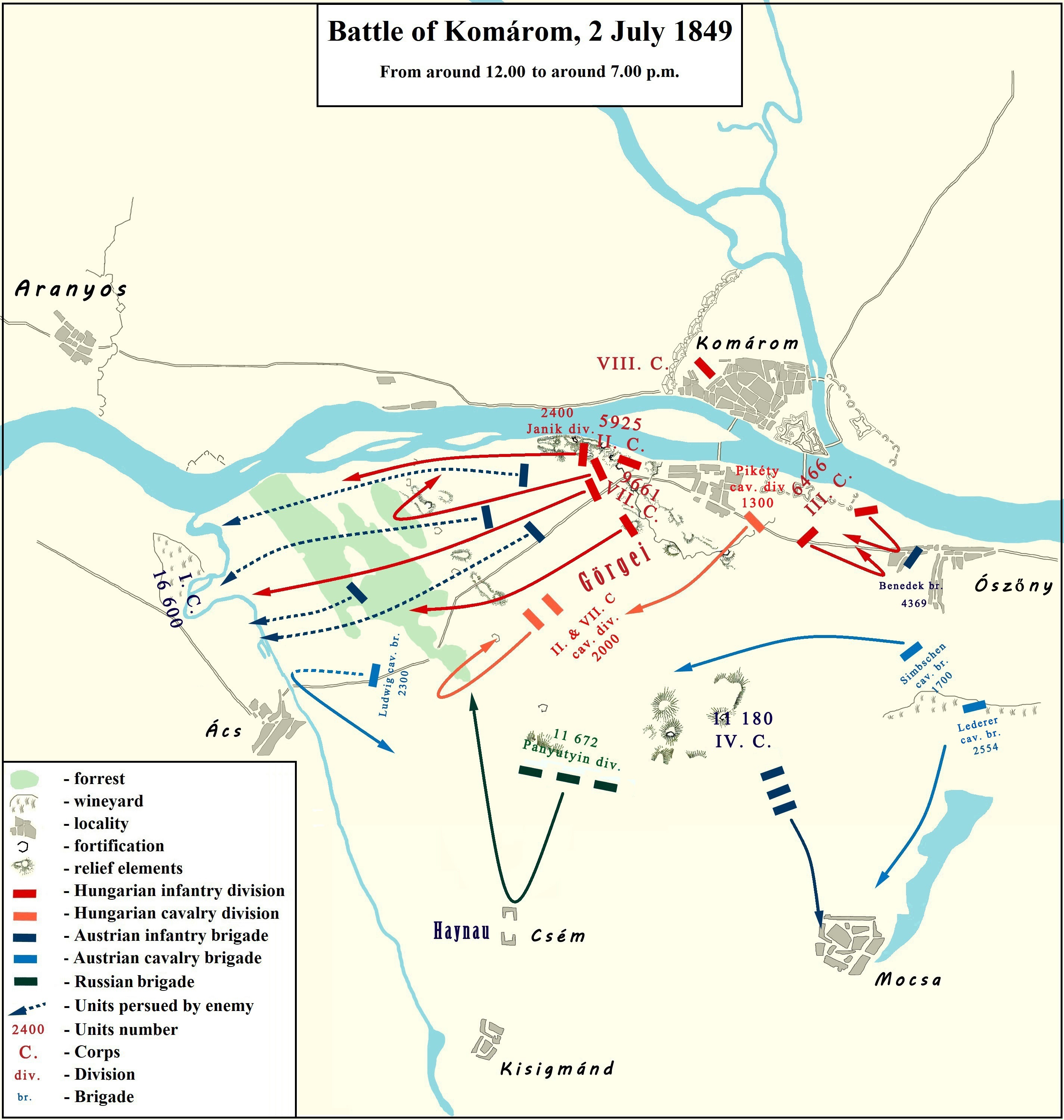
Карта-схема сражения.
Венгерская контратака во второй половине дня

После потери 28 июня крепости Дьёр и вторжения русских армий в Трансильванию и северо-восточную Венгрию среди венгерского политического и военного командования царила растерянность. Руководитель Венгрии Лайош Кошут предлагал объединить все группы армий, разбросанные по стране, в районе Сегеда в единую сильную армию, чтобы оттуда противостоять армиям противника. Военный министр и командующий венгерской Дунайской армией генерал Артур Гёргей, находившийся в конфликте с Кошутом, предлагал опереться на крепость Комаром и Пешт и вначале разбить австрийские войска Гайнау. Во время этих споров, не будучи вовремя замеченной венграми, имперская армия обложила крепость Комаром с трех сторон, закрыв Дунайской армии дорогу к Пешту.
С 30 июня Гёргей собрал всю свою армию в 51 000 человек (из них 10 200 всадников) и 196 орудий в крепости Комаром и в десяти фортах перед ней. Австрийцы Гайнау сконцентрировали вокруг Комарома около 64 000 человек (в том числе 9600 всадников) и 288 пушек.
2 июля Гайнау решил атаковать позиции Коморна и нанести венграм решающий удар, призванный перерезать пути сообщения от Комарома до Буды. 1-й корпус генерала Шлика (19 000) начал атаку на левом фланге вдоль Дуная и занял лес Ач. После 8 утра 4-й корпус Вольгемута (15 500) также был введен в бой восточнее Пуста Харкали, на северо-восточной окраине лесов Ач и Мегифа. Русская дивизия Панютина (11 600) стояла резервом в центре. Справа от неё двинулась в бой кавалерийская дивизия Бехтольда. Несколько попыток контратак венгерских гусар были отбиты, и австрийцы продвинулись ближе к фортам и без сопротивления взяли форт Моностори.
В 16 часов на поле боя прибыл Гёргей и решил лично возглавить новую контратаку 7-го корпуса на правом фланге, а Клапке приказал наступать на левом. К 17:00 венгры совместной кавалерийской и пехотной контратакой захватывают юго-восточную оконечность Ачского леса и Пуста Харкали, почти полностью отбросив корпус Шлика за ручей Чонча.
Шлик послал за помощью к генерал-лейтенанту Панютину, который приказал своей дивизии продвинуться, чтобы обойти венгров с фланга. Русские пехотинцы открыли огонь по венгерским гусарам, заставив их прервать бой с австрийской конницей и отступить. В ходе одной из схваток сабельным ударом в голову (возможно, по неосторожности кем-то из своих) был ранен Гёргей, покинувший поле битвы, и командование перешло к Клапке.
Вплоть до наступления ночи по всей линии противостояния продолжались в основном кавалерийские бои, и центр сражения сместился на левый венгерский фланг, где 3-й венгерский корпус под командованием Лейнингена только с третьей попытки отбил село Осёни, заставив австрийцев отступить к Моче.
Наступившая тьма положила конец нерешительным схваткам, в которых ни одна из сторон не могла победить, хотя к концу битвы венгерская армия и вынудила армию Гайнау отступить со всех стратегических позиций, которые они заняли во время сражения: окопы и форты в западной части крепости, лес Ач, село Осёни и холмы вокруг него. Ночью венгры отошли к южным фортам Комарома; войска Гайнау закрепились на новой линии: Ачский лес — Пуста Харкали — Пуста Чем — Моча.
В результате 12-часового сражения обе стороны понесли тяжелые потери: у союзников — около 900 убитых и раненых, у венгров — около 1500 человек.